# زولت كيس (لاعب كرة قدم)
زولت كيس (بالمجرية: Kiss Zsolt)‏ هو لاعب كرة قدم مجري، ولد في 21 أغسطس 1986 في جيور في المجر. لعب مع أرسنال كييف وغيور تورنا أوزتالي.

## وصلات خارجية
- زولت كيس على موقع قاعدة بيانات كرة القدم.إي يو (الإنجليزية)